# Leche de arroz
La leche de arroz es una bebida vegetal hecha de arroz, agua y diversos aditivos para dar estabilidad, mejorar la textura y preservar el producto. Se elabora principalmente con arroz integral. El sabor dulce se consigue sin azúcares añadidos, por medio de un proceso enzimático que divide a los carbohidratos en azúcares, especialmente en glucosa. Algunos tipos de leche de arroz pueden estar endulzados con jarabe de caña de azúcar, jarabe de arroz marrón y otros azúcares.

## Preparación
La leche de arroz se hace al presionar el arroz a través de un molino que cuela los granos de arroz presionados. También se puede hacer en casa usando harina de arroz y proteína de arroz integral.

## Valor nutricional
La leche de arroz contiene cantidades muy elevadas de carbohidratos y cantidades mínimas o nulas de proteínas, grasas, fibra, minerales (como el calcio, el hierro o el zinc) y vitaminas (como la vitamina B12, la vitamina B6, la vitamina B3, la vitamina B2, la  vitamina B1, el ácido fólico y la vitamina C). Las proteínas son de baja calidad nutricional, siendo su PDCAAS (Protein Digestibility Corrected Amino Acids Score) del 54%. No contiene lactosa ni caseína.
La mayoría de bebidas de arroz comerciales están fortificadas con calcio y vitamina B12.
La bebidas de arroz contiene fitoesteroles que ayudan a reducir el colesterol, la hipertensión y tienen efectos antidiabéticos, antiinflamatorios y antioxidantes.

## Usos
La bebidas de arroz es una de las alternativas elegidas popularmente como sustituto de la leche de vaca por las personas que tienen intolerancia a la lactosa y las que quieren una alternativa a la leche de vaca, pero tienen alergia a la soja o la almendra. También se utiliza popularmente como sustituto de la leche de vaca en las dietas vegetarianas.
La leche de arroz no es una alternativa válida para las personas con alergia a la leche de vaca, debido a su alto índice de posible reactividad cruzada alergénica y a su insuficiente valor nutricional.

## Confusión derivada de la denominación “leche” y riesgos para la salud
Los consumidores interpretan erróneamente que las "leches" vegetales, como la leche de arroz, son un sustituto directo de la leche de vaca, pero la mayoría de estas bebidas carecen del equilibrio nutricional de la leche de origen animal. No son un adecuado sustituto de la leche materna, de las fórmulas infantiles ni de la leche de vaca en los primeros dos años de vida. En el caso de niños mayores de dos años que por razones médicas no pueden consumir leche, la recomendación es elegir bebidas fortificadas y que contengan al menos 6 g. de proteína por cada 250 ml.
El consumo de leche de arroz como alternativa a la leche de vaca, debido a la gran diferencia de valor nutricional entre ambas, puede causar desnutrición, especialmente en niños pequeños. Se han documentado varios casos de Kwashiorkor en países occidentales, una forma de malnutrición proteico-energética típica de zonas de hambruna, como consecuencia del uso de leche de arroz como alimento de destete y en niños a dieta vegana basada en arroz.
Con el objetivo de no confundir al consumidor, en los países de la Unión Europea desde 2013 la legislación prohíbe el uso de la palabra "leche" para designar las bebidas vegetales.

Se entenderá por "leche" exclusivamente la secreción mamaria normal obtenida a partir de uno o más ordeños, sin ningún tipo de adición ni extracción.
Reglamento (UE) Nº 1308/2013 del Parlamento Europeo y del Consejo de 17 de diciembre de 2013. L 347/814

La Administración de Alimentos y Medicamentos de Estados Unidos (FDA) denomina las alternativas lácteas basadas en plantas como “leche de imitación” y “productos lácteos de imitación” y las define como «aquellas comidas que tienen las características físicas, como sabor, cuerpo, textura o apariencia, de la leche o productos lácteos, pero no entran dentro de la definición de “leche” o “productos lácteos” y son nutricionalmente inferiores al producto imitado». En los establecimientos de venta al público, se exige que estén físicamente separadas de la leche o los productos lácteos.